# Cerdale
Cerdale is een geslacht van straalvinnige vissen uit de familie van wormvissen (Microdesmidae).

## Soorten
- Cerdale fasciata Dawson, 1974
- Cerdale floridana Longley, 1934
- Cerdale ionthas Jordan & Gilbert, 1882
- Cerdale paludicola Dawson, 1974
- Cerdale prolata Dawson, 1974